# 白鳥 (豊川市)
白鳥（しろとり）は、愛知県豊川市の地名。白鳥町（しらとりちょう）と白鳥がある。

## 地理
- 豊川市西部に位置し、白鳥町、八幡町、久保町、小田渕町に接する。
- 現時点で2〜7丁目まで存在するが、ほぼ田畑に活用されている。

### 交通
- 国道1号線
- 県道31号線

### 鉄道
- 名古屋鉄道名古屋本線
- 名古屋鉄道豊川線

## 歴史

### 沿革
- 1982年（昭和57年） - 白鳥町の一部より、白鳥が成立[1]。

### WEB
1. ↑  “愛知県豊川市の町丁・字一覧”.   人口統計ラボ. 2024年5月1日閲覧。
2. ↑  総務省統計局 (2022年2月10日). “令和2年国勢調査の調査結果(e-Stat) - 男女別人口，外国人人口及び世帯数－町丁・字等” (CSV). 2023年8月2日閲覧。
3. ↑  “読み仮名データの促音・拗音を小書きで表記するもの(zip形式) 愛知県” (zip).   日本郵便 (2024年2月29日). 2024年3月26日閲覧。
4. ↑  “市外局番の一覧” (PDF).   総務省 (2022年3月1日). 2022年3月22日閲覧。
5. ↑  “ナンバープレートについて”.   一般社団法人愛知県自動車会議所. 2024年1月21日閲覧。

### 書籍
1. ↑  「角川日本地名大辞典」編纂委員会 1989, p. 701.